# Сетель, Дрора
Дрора Сетель (англ. Drorah Setel) — американская библеистка и феминистский теолог из Буффало, штат Нью-Йорк, бывший раввин в общине реконструкционистов Кадима в Сиэтле, штат Вашингтон, и в храме Бет-Эль в Ниагара-Фолс, штат Нью-Йорк. В настоящее время она служит раввином общины «Темпл Эману-Эль» в Еврейском общинном центре в Брайтоне, пригороде Рочестера, штат Нью-Йорк.
Общественный деятель и духовный наставник, Сетель известна как соавтор (совместно с Дебби Фридман) песни «Mi Shebeirach», которую сегодня поют в реформистских еврейских общинах. Эллен Умански включила Сетель в число наиболее выдающихся еврейских феминистских богословов.
Раввин Сетель окончила колледж Свортмор, Гарвардскую школу богословия и юридическую школу SUNY Buffalo, а также училась в Лондонской школе экономики и политических наук, в докторантуре по религиоведению в Йельском университете и на раввинской программе в колледже Лео Бека в Лондоне, Великобритания.
В 1980-х годах Сетель созвала первую встречу Ameinu — подпольной сети еврейских священнослужителей и специалистов ЛГБТКИА+, которая предлагала поддержку, которая в противном случае была бы недоступна в институциональных еврейских пространствах. В 1990 году раввин Сетель поучаствовала в первой встрече еврейских специалистов и активистов, работающих над предотвращением сексуального и домашнего насилия в еврейской общине. В 1996 году Сетель стала первым человеком в еврейской истории, рукоположенным раввинским судом, состоящим исключительно из женщин.
Сетель — разведённая мать троих детей.